# Carlo Sforza
Carlo Sforza (ur. 24 stycznia 1872 w Montignoso, zm. 4 września 1952 w Rzymie) – hrabia, włoski polityk i dyplomata, mąż stanu. W latach 1947–1951 oraz 1920–1921 minister spraw zagranicznych, a od 1951 do 1952 minister spraw europejskich.

## Życiorys
Uzyskał licencjat w dziedzinie prawa na uniwersytecie w Pizie. W 1896 roku rozpoczął działalność dyplomatyczną. Służył w Kairze, Paryżu, Konstantynopolu, Pekinie, Bukareszcie, Madrycie, Londynie i Belgradzie. 
23 grudnia 1909 roku został szefem gabinetu ministra spraw zagranicznych, którym pozostał do 20 maja 1910 roku. 23 czerwca 1919 roku został powołany na stanowisko podsekretarza stanu w ministerstwie spraw zagranicznych. W sierpniu tego samego roku został senatorem. 21 maja 1920 roku zakończył urząd podsekretarza stanu. 16 czerwca tego samego roku powrócił do rządu jako minister spraw zagranicznych.
W latach 1919–1920 był podsekretarzem stanu w Ministerstwie Spraw Zagranicznych, a w latach 1920–1921 ministrem spraw zagranicznych. W 1922 roku został mianowany ambasadorem we Francji. Z funkcji zrezygnował dziewięć miesięcy później powołując się na niechęć współpracy z Benito Mussolinim. Wyjechał za granicę, do 1939 roku mieszkał w Belgii, a następnie w Stanach Zjednoczonych, gdzie pracował jako wykładowca. Do Włoch powrócił w 1943 roku. 22 kwietnia 1944 roku został powołany na stanowisko ministra bez teki ds. sankcji przeciwko faszyzmowi, którym pozostał do 10 grudnia 1944 roku.

### Po 1945 roku
22 września 1945 roku został przewodniczącym Consluta, tymczasowego parlamentu Włoch. Pozostał nim do 2 czerwca 1946 roku. 2 lutego 1947 roku został powołany w skład rządu Alcide De Gasperiego jako minister spraw zagranicznych. 16 lipca 1951 roku złożył rezygnację z funkcji ze względu na zły stan zdrowia. 26 lipca tego samego roku został ministrem spraw europejskich, którym pozostał do śmierci. Jego wpływ pomógł dołączyć Włochom do Organizacji Współpracy Gospodarczej i Rozwoju oraz NATO.

## Życie prywatne
Był domniemanym biologicznym ojcem polskiego publicysty Konstantego Jeleńskiego. Wziął ślub z Valentiną Errambault de Dudzeele, z którą miał córkę, Fiamettę.

## Odznaczenia i wyróżnienia
- Kawaler Orderu Świętych Maurycego i Łazarza (1907)[3]
- Oficer Orderu Świętych Maurycego i Łazarza (1910)[3]
- Komandor Orderu Świętych Maurycego i Łazarza (1916)[3]
- Kawaler Orderu Korony Włoch (1903)[3]
- Oficer Orderu Korony Włoch (1908)[3]
- Komandor Orderu Korony Włoch (1913)[3]
- Wielki Oficer Orderu Korony Włoch (1917)[3]
- Kawaler Krzyża Wielkiego Orderu Korony Włoch (1920)[3]
- Kawaler Orderu Annuncjaty (1920)[3]
- Kawaler Krzyża Wielkiego Orderu Kolonialnego Gwiazdy Włoch (1920)[5]